# 周伯展
周伯展，BBS，JP（1954年4月—），男，香港眼科醫生。香港大學畢業。在周伯展醫務所主診眼科。

## 外部連結
- 周伯展CY好啱key 愛唱紅歌 又係政協
- 周伯展醫生：捨飯取蕉節食夠力
- 周伯展：私院應先服務港人
- 周伯展醫生：旺角診所[永久]